# Simulium curriei
Simulium curriei es una especie de insecto del género Simulium, familia Simuliidae, orden Diptera.
Fue descrita científicamente por Adler & Wood, 1991.